# マラウィの戦い
マラウィの戦い（マラウィのたたかい、フィリピン語: Labanan sa Marawi）は、2017年（平成29年）に発生したフィリピンの南ラナオ州マラウィ市におけるフィリピン軍とISILの関連過激派組織との戦闘である。

## 概要
フィリピン軍とサラフィー・ジハード主義グループのマウテとアブ・サヤフなどの過激派組織との戦闘は2017年5月23日から始まり、10月23日にフィリピン政府が終結宣言を行っている。
フィリピン政府は、武力衝突はISILの関連組織アブ・サヤフのリーダーのイスニロン・ハピロンが恐らくマウテの過激派と会うためにマラウィ市内に滞在しているとの報告を受け、ハピロンを確保するために市内で攻勢を開始したときに起こったと主張している。軍の広報担当者によれば、ハピロンの軍勢が軍と警察の合同チームに対し発砲を始め、ISILに忠誠を誓い2016年のダバオ市爆破事件の実行犯として考えられている武装組織「マウテ・グループ」からの増援を求めた時に激しい銃撃戦が起きたという。
マウテの過激派はキャンプ・ラナオを攻撃し、マラウイ市庁舎、ミンダナオ州立大学、病院及び市刑務所など都市の一部の建造物を占拠した。彼らはメインストリートを占領し、聖マリア教会、ニノイ・アキノ学校及び、フィリピンキリスト合同教会(UCCP)が運営するダンサラン・カレッジに放火した。マウテはまたマラウィ大聖堂を攻撃し、神父と一部の教区民を人質に取った。
2017年5月26日、フィリピン軍はテロリストの一部は外国人であり、フィリピンに長期間滞在してマラウィのマウテ・グループを支援していたと述べた。彼らの主要目的は南ラナオ州議会議事堂にISILの旗を掲げ、州内にウィラーヤまたはISILの領土を宣言することである。
過激派のリーダーのオマル・マウテとイスニロン・ハピロンが死亡した翌日の2017年10月17日にドゥテルテ大統領はマラウィは「テロリストの影響から解放された」と宣言した。その後2017年10月23日に、デルフィン・ロレンザナ国防長官はマラウィでのテロリストとの5ヶ月間にわたる戦いは、ついに終結したと発表した。

## 背景

### 総合背景
マウテ・グループは2016年2月以降南ラナオ州に本拠地を築き、2016年のダバオ市爆破テロと同年のマラウィの南に位置する町南ラナオ州ブティクの2件の攻撃で非難されている。2013年の過激派グループの創設以降、フィリピン政府はフィリピンにおけるISISの脅威を軽視してきた。2016年2月のマウテ・グループとのブティクでの武力衝突に続き、当時の大統領のベニグノ・アキノ3世は国内のISILの存在する可能性について無視してきた。彼は攻撃の背景には中東に拠点を置くテロリストグループに認識してもらうことを望んでいる傭兵がいると述べた。
アブ・サヤフは過去の爆破テロや誘拐で非難されており、2014年以降ISILに忠誠を誓っていると報じられた。同組織のリーダーの一人、イスニロン・ハピロンはアメリカ合衆国国務省の「正義への報酬プログラム」のリストに掲載されており、身柄拘束に懸賞金500万ドルがかけられている。アブ・サヤフはカナダのビジネスマンのジョン・リズデルを2015年に誘拐しその後2016年4月に斬首して殺害したが、その数日後アキノは自身もアブ・サヤフからの暗殺の脅威にさらされていることやアブサヤフが妹のクリスと元プロボクサーのマニー・パッキャオを誘拐する計画も立てていると明らかにした。アキノはまた「ISISに賛成する努力の一環」としてハピロンがニュービリビド刑務所にいる部下を通して他の受刑者を自分達の主義に転化させてマニラ首都圏での爆破テロを試みていると述べた。
2016年11月、ロドリゴ・ドゥテルテ大統領はマウテとISILがリンクしていると認めたが、フィリピン軍はフィリピンにおいてISILはリンクは確立していないとの姿勢を維持した。2016年11月30日のブティグでの激戦の中、ドゥテルテは南ラナオ州のコマンド・ブリーフィングでマウテに対し警告を残した:「Ayaw ko makipag-away sa inyo. Ayaw ko makipag-patayan」(私は君たちと戦うことは望まない。私は互いの殺し合いに関与したくはない) が、どうか私の手を使わせないでくれ。para lang makipag-usap(ただ話し合うために)毎月ここを延々と訪れることはできない。at pagtalikod ko patayan nanaman (そして私が去った後は再び殺す) 私は何も言いたくはないが、どうか私の手を使わせないでくれ」。
2016年12月2日、軍がブティグを奪還したときに、退却したマウテの戦闘員がドゥテルテと軍を斬首すると脅すノートを残していったと報じられた。2016年12月12日、ワランス・ビジネスフォーラム・ディナーの前のスピーチでドゥテルテはマウテ・グループに対しマラウィを攻撃してみろと挑発し「奴ら(マウテ・グループ)はマラウィを燃やすために山から下りてくると脅しているからだ？やればいい、どうぞご自由に。我々は向こうで待っている、Walang problema (問題ない)」と述べた。
2017年4月から5月まで、アブ・サヤフはボホルでのフィリピン軍と交戦しており、少なくとも４人の政府職員が死亡した。

### 戦闘の前兆
フィリピン軍(AFP)はマラウィでの戦闘は過激派によって衝突が起きたとの初期の報告とは対照的にフィリピン国家警察と連携した軍による襲撃が原因だと述べた。フィリピン陸軍第一歩兵師団のローランド・バティスタ司令官は2～3週間前に差し迫った活動についての報告を受けたと述べた。軍と警察の合同チームがオマルとアブドゥラのマウテ兄弟を含む不審な人物が地域に集結しているとの情報を検証するためマラウィでゾーニングを行い、チームは代わりにイスニロン・ハピロンを発見した。フィリピン軍によればハピロンはフィリピンのISILのアミール(指導者)に任命されており、彼のグループをマウテなどのテロリストグループと統合している。マラウィの住民が付近の武装集団の存在を報告し、フィリピン軍が情報を確認した後、軍はハピロンを確保する「外科手術」を開始した。

## 戦闘の時系列

### 5月

#### 5月23～27日
5月23日

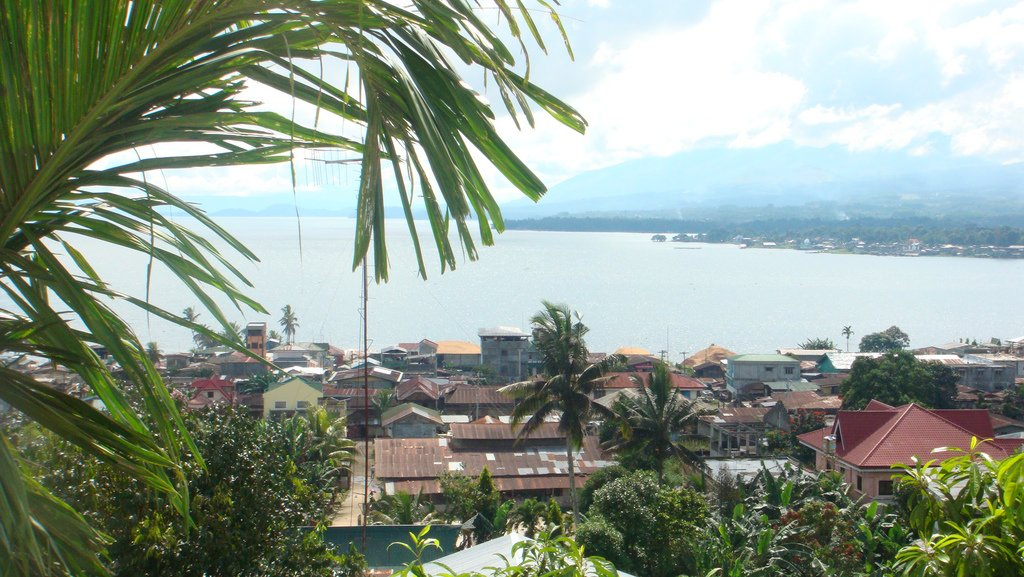
戦闘地のマラウィ

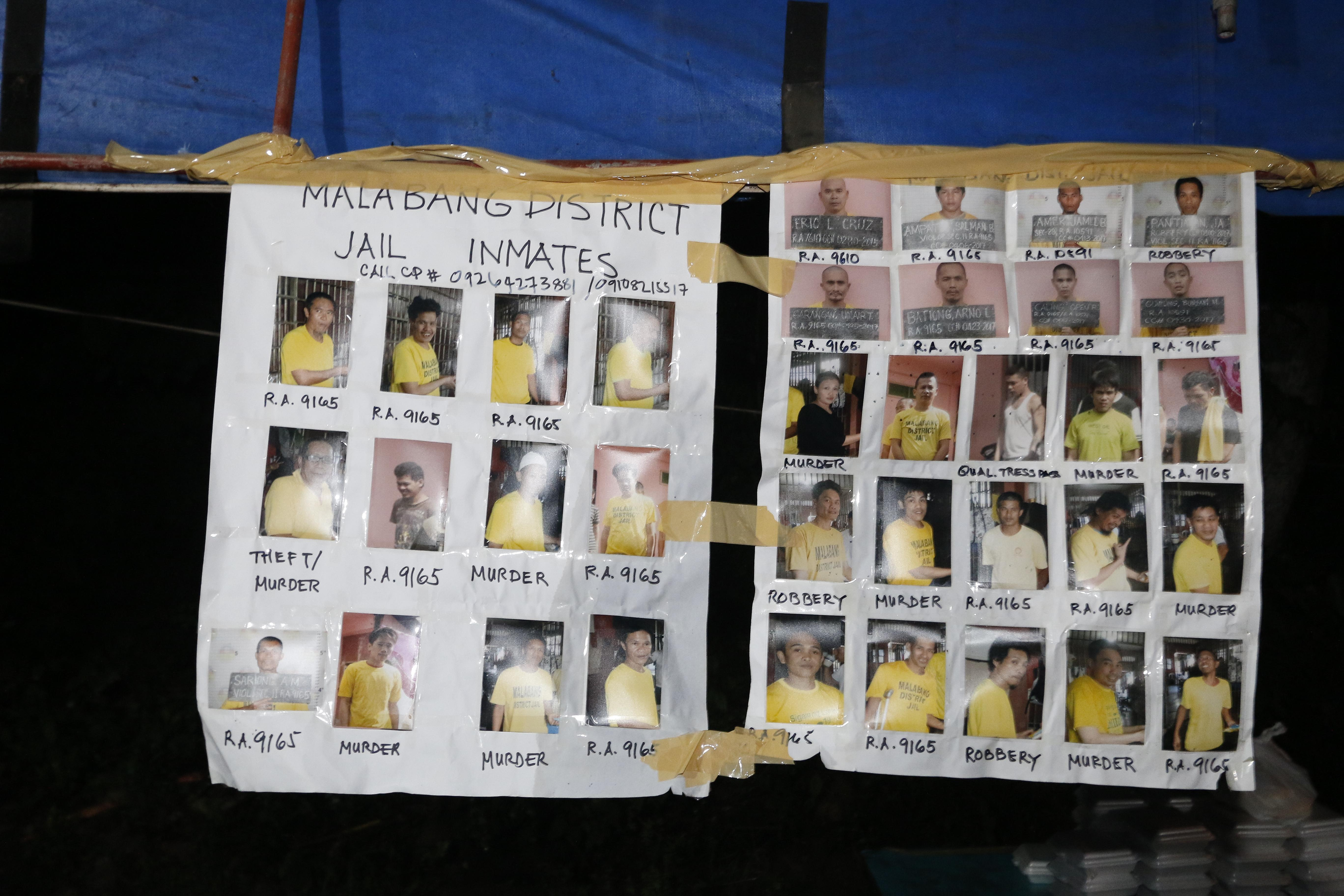
フィリピン国家警察の検問所でのマラバング地区刑務所の収容者のリスト

政府軍と過激派の間での銃撃戦は2017年5月23日の午後2時頃に始まった。「平和と紛争のジャーナリズムネットワーク」は武力衝突は市内の「Basak Malutlut」地区でハピロンの軍がマウテ・グループからの増援を求めた時に発生したと報じた。マウテの戦闘員はアマイ・パクパク病院を占拠し、PhilHealthの従業員に対し施設の外に出るように命じた。伝えられるところでは戦闘員は病院に上げられていたフィリピン国旗をISILが使用する黒色の旗に置き換えた とされたが、病院のスタッフメンバーは後に発生の事実を否定した。
キャンプ・ラナオに駐留していたフィリピン陸軍の第103旅団は少なくとも500人のマウテ・グループによって攻撃を受けた。その後マラウィの通りを多数の過激派がISISの黒い旗を棚引かせながら練り歩いているのを目撃されている。
市全体が封鎖状態におかれマウテ・グループのメンバーによって一部の建物や家が放火された。マウテはマラウィ市刑務所とマラバング地区の刑務所を攻撃し107人の囚人を解放したほか、数十人の武装勢力がマラウィ市庁舎を占拠した。電力と通信回線もまた継続する戦闘によりシャットダウンされた。マラウィへ通じる道路も政府軍とマウテの過激派の両者によって封鎖された。
「Cathedral of Our Lady Help of Christians」の神父や教区民を含む民間人がマウテ・グループによって誘拐されたと報告され、マウテは政府に同組織への攻撃を停止するよう要求した。
武力衝突により数千人の市民が避難を始め、イリガンとカガヤン・デ・オロへ続くハイウェイで交通渋滞を引き起こした。銃撃戦で少なくとも11人の民間人が死亡し、南ラナオ州の災害事務所はその内の2人は救急車の運転手で緊急通報に対応中にマウテのメンバーによって止められ、殺害されたと述べた。他の9人は乗っていたトラックが検問所でマウテの過激派によって停止され、手を繋がれた状態で射殺された 警察官が過激派によって斬首されたとも報じられた。
5月24日
5月24日に政府軍の増援がラギンディガン国際空港に到着した時に、政府軍がアマイ・パクパク病院を奪還しており、マウテグループによって人間の盾として使われた120人の民間人は病院から救出された。フィリピン軍はまた市庁舎とミンダナオ州立大学を奪還した。
5月25日
5月25日、マラウィ市中心部の南ラナオ州議会議事堂付近で戦闘が発生した。黒装束のマウテとアブ・サヤフの過激派は未だに市の主要道路と橋で目撃されており、ガドンガン村にある南ラナオ州電気協同組合を占拠したと報じられた。フィリピン軍はイスニロン・ハピロンを含め数十人のマウテが市内に残っていると述べ、フィリピン空軍は近くの3つの村でグループの残党を攻撃した。
マラウィでイスニロン・ハピロンと一緒に東南アジアのISIL創設を推進していた2人のマレーシアのテロリストが、木曜日の戦闘で死亡した13人のテロリストに含まれていたという報告が寄せられた。また、情報筋によると、ISISと繋がりがあるインドネシア人とサウジアラビア人が市内での戦闘で死亡したという。フィリピン軍は戦闘でマウテの過激派の26人が死亡し、市内に残るのは約25人になったとした。また軍はこの戦闘で政府軍の兵士39人が負傷したと述べた。
5月26日
ダバオ市での記者会見で、フィリピン軍の広報担当者のRestituto Padilla准将はテロリストの一部の外国人であり、フィリピンに長期間滞在しマラウィでマウテ・グループを支援していたと述べた。彼は最近の戦闘で死亡した12人の内6人は外国人だったと指摘した。
テロリストグループに対する作戦が継続するなか、南ラナオ州議員のJun Papandayanの住居を含む一部の家が燃えており、また住人は軍がマウテがいる場所に爆弾を落とした後に民間人が死亡したと報告した。情報筋はマウテのスナイパーが存在していたことが原因で狙われたと述べた。
フィリピン軍西ミンダナオ方面コマンド司令官のCarlito Galvez Jr.中将によるとこのエリアの住居はマウテの隠れ家として使われないように意図的に火をつけられたという。マウテのスナイパーがいる地点に向けて限定的な空爆も行われたが、ガルベズは空爆で民間人が死亡したという報告はなく、軍事的犠牲も低くしておくのを望むと述べた。
2017年5月26日時点で、マラウィ司教のEdwin de la Peñaによればマウテのグループによって衝突一日目に人質にされたChito Suganob神父と彼の同伴者は未だに拘束されているという
。
5月27日

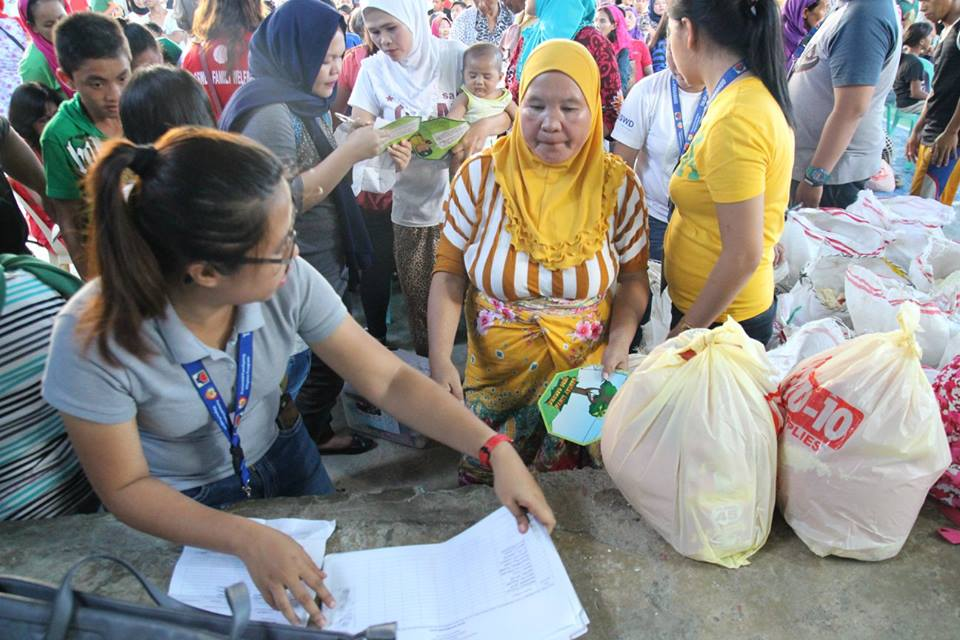
イリガンに滞在しているマラウィからの避難民

第１歩兵師団の広報担当者のJo-Ar Herrera中佐は記者団に対して「我々は彼らがどこに集結しているのかを特定し、地元のテログループを破壊するために外科的な空爆を行っている」と伝えた。軍隊とフィリピン国家警察の特殊部隊は、市の繁華街の各家屋と建物をチェックする掃討作戦を続けた。土曜日の任務中に軍はマウテ・グループが使用するM16自動小銃を使用する10歳の少年兵と遭遇した。
5月27日までにマラウィ人口の90%の20万人以上が中立領域、特にイリガンに避難している。

#### 5月28日～31日
5月28日
地元の軍の広報担当者のJo-Ar Herreraは5月27日までにマラウィで女性や子供を含む民間人19人が殺害されたと報じた。先週の日曜日(5月22日)に8人の民間人がマラウィ周辺の道路脇で死体で発見された。犠牲者は後に避難隊の一員であった地元の大工と特定された。過激派は避難隊を停止させ、コーランの詩を暗唱できなかった人間を虐殺した。彼らの一人に貼り付けられていた署名付きのメモが後にみつかり、筆記者は犠牲者が「信仰を裏切った」と示していた 当局者は過激派が支配する地域に2000人の民間人が囚われていると述べた。
28人のマレーシア人がマウテグループに加わったとの報告が寄せられた。マレーシア紙によると、マニラの情報源の話として恐らく宗教行事のために先週訪れたマレーシア人が武器を取った可能性があり、マレーシア人2人が射殺された後に彼らが到着したという結論に達したと報じた。継続中の戦闘はまたジャカルタでインドネシアの過激派グループがマラウィでの戦闘に参戦する可能性を懸念される事態になった。
マラカニアン宮殿(大統領官邸)の広報長官のマーティン・アンダナールはフィリピン南部の過激派集団と戦うための外国の支援を募った。中国中央電視台のインタビューで、アンダナールは「我々は支援を必要としています。ISISと戦うための経済的支援であり、イデオロギー的支援です。今やこれは国際的な問題となっています。私たちはISISを封じ込め、国中に広がるのを止めるために全力で取り組んでいます」と述べた。
5月29日

「平和回廊」はフィリピン政府とモロ・イスラム解放戦線の合同軍によって影響を受けたマラウィ住民への人道支援努力を加速させるために設置された。オレンジ色のラインが回廊の範囲であり、マラウィ自体やマランタオ、バリンドン、ツガヤ、バンコロド・カラウィ、マダラム、マダムバ、ガナッシ及びマラバングの町をカバーしている

フィリピン軍は月曜日にマラウィでの死者数は100人に達した(19人の民間人と61人の過激派を含む)と認めた。軍はまた過激派グループが占拠していたマラウィの大半を奪還した。大統領報道官のアーネスト・アベラは未だに過激派の支配下にあるのは市内のほんの少しのエリアしかないと述べた。同日にフィリピン軍は近隣のマギンダナオ州の「バンサモロ・イスラム自由戦士」がマラウィのマウテとアブ・サヤフのグループに加入し、アブ・サヤフのリーダーのイスニロン・ハピロンは市内に留まっていると報じた。
継続的な空爆の中で、5月29日に過激派が政府軍と戦ったとき、マウテによって人質にされていた14人が脱出に成功した。男性は、5月27日に避難中に捕虜になった20人のグループの一人であると述べた。マウテは、ドゥテルテが過激派の要求を受け入れなければ人質が殺されると訴える映像の撮影を強制させた。人質の1人が実際に斬首されたと報告し、1人が逃亡中に溺死した。
ヌル・ミスアリの広報担当者はミスアリがモロ民族解放戦線(MNLF)に南ラナオ州のマウテと戦うよう命じたと述べた。ミスアリは500～700人のMNLFの戦闘員の部隊を過激派との戦闘での援軍として提供した。国民民主戦線のルイス・ジャランドニは自身のグループも同様に援助する意思があると述べた。
モロ・イスラム解放戦線(MILF)と政府はマラウィ避難民への人道支援を加速させるための努力の一環として南ラナオ州にマラウィからマラバングの町まで続く「平和回廊」を設置することを決定した。
5月30日
拉致されたTeresito Soganub神父が政府に過激派に対する攻撃を停止し、マラウィと南ラナオ州から全軍を撤退させるよう懇願する映像が5月30日に公開された。マラウィ司教のEdwin dela PeñaはSoganubは自身と他に人質として囚われている人達の安全と引き換えにマウテの要求を代弁していると述べた
。
マラウィ市の中心部はマウテ過激派の支配下であり市中心部につながる三つの橋の内、マパンディ橋とバヤダオ橋ではバリケードがされてあり、前方に黒い旗をはためかせている敵車両が存在していた
。
フィリピン海兵隊はマラウィでの2日間の掃討作戦で武器18丁、警察と軍の制服及び黒色の旗の回収に成功した。彼らは火曜日に8人のテロリストが殺害されたと報じた。
フィリピン政府とMILFが火曜日に発表した共同声明では、MILFのムラド・エブラヒム議長はMILFはフィリピン軍がマラウィに囚われている市民への人道支援を拡大する大統領の招請を歓迎すると述べた。
5月31日

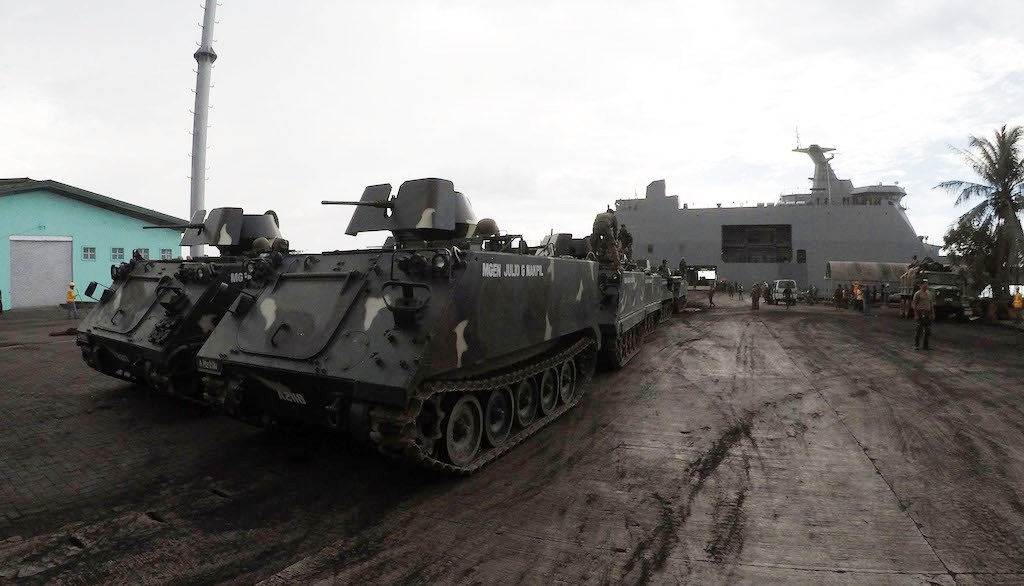
イリガンのBRP Tarlac が軍部隊を降ろしており、マラウィで戦っている政府軍を増強することを意味していた

フィリピン軍の広報担当者のRestituto Padillaは水曜日に政府軍が市の中心部と中心部に繋がる二つの橋を含むマラウィの90%を奪還したと述べた Padillaによると、過激派の数の急増は市の刑務所から解放された同調者と何か関係がある可能性が、軍は過激派の増援を防ぐために全ての出入口を確保した。
AP通信は市内の過激派グループの残党を一掃するための政府軍の空爆による同士討ちで11人の兵士が死亡、7人が負傷したと報じた フィリピン軍の広報担当者はマラウィの過激派の拠点上で近接航空支援を提供していたアエルマッキ SF-260ターボプロップ航空機が誤って過激派との近接戦闘を行っていた軍部隊を爆撃してしまったと述べた。デルフィン・ロレンザナ国防長官はこの事故の調査を命じた。
水曜日には少なくとも8人の過激派が政府軍に降伏した。フィリピン軍の広報担当者のRestituto Padillaによれば、過激派は海兵隊のタスクフォース「タイガー・タウィタウィ」の司令官カストディオ・パーコンに降伏し、「非常に価値ある情報を提供した」という。2017年5月23日のマラウィの包囲以降で最初の過激派グループメンバーの降伏だった。海兵隊の増援と救援物資は輸送船を通じて5月31日に到着した。

### 6月

#### 6月1～3日
6月1日
記者会見でデルフィン・ロレンザナ国防長官はマラウィで8人の外国人過激派が殺害され、その中の5人はマレーシア、インドネシア、サウジアラビア、イエメン及びチェチェン人と特定されたと発表した。ロレンザナはまた先週からのマラウィ攻撃に関与している過激派の人数の推定を初期の100人から500人に訂正し、マウテの過激派が260人、イスニロン・ハピロンの下のアブ・サヤフが100人で、残りは他の地元過激派組織で構成されていると述べた。彼は280人の過激派は市内から逃走し、一部は近隣の町の民間人に紛れ込んでいる一方、マラウィに残っているのは推定50～100人だと述べた。
マラウィでは同士討ちが起こった。フィリピン空軍の二機の航空機が反乱軍のいる位置へ空爆を行ったが、一機は目標を間違え地上にいた政府軍に直撃し10人を殺害した。この事件の後、上院議長のAquilino Pimentel IIIはマラウィでの過激派に対する進行中の作戦でのフィリピン軍の戦略を審査するよう求めた。Antonio Trillanes上院議員は「悲劇的で不幸」な事件だと呼び、軍に同様の事件が二度と起こらないようにするよう求めた。Panfilo Lacson上院議員は国民にフィリピン軍と調査の実施への支持を求めた。
6月2日
マラカニアン宮殿の広報担当者のアーネスト・アベラは2017年6月2日午前0時半頃にパサイの「リゾーツ・ワールド・マニラ」で起きた攻撃は、マラウイのマウテ・グループまたはISISに対する継続的な軍事攻撃に関連しているとの推測を払拭した。彼はまた事件がテロリズムと関係している可能性を否定した。
フィリピン軍の広報担当者は、過激派は市内中心部の商業ビルに留まっており、イスニロン・ハピロンはまだマラウイにいると考えていると述べた。彼はまた、過激派から完全に都市を取り戻すための初期に設定した6月2日の期限は、過激派が激しい抵抗を続けていることから間に合わないことを認めた。インドネシア外務省はマニラにある同国の大使館を通じてフィリピン軍の助けもうけて火曜日にマラウィから17人の民間人の救出に成功した。
6月3日
2017年6月3日、ドゥテルテとヌル・ミスアリ (モロ民族解放戦線の創設議長) はMNLFの2000人の戦闘員がフィリピン軍に入隊し、マラウィでの戦闘に参加する合意を結んだ。しかしながら、数日後、フィリピン陸軍とドゥテルテ自身の両方が、すぐには行われないとの声明を出した。

#### 6月4日～10日
6月4日

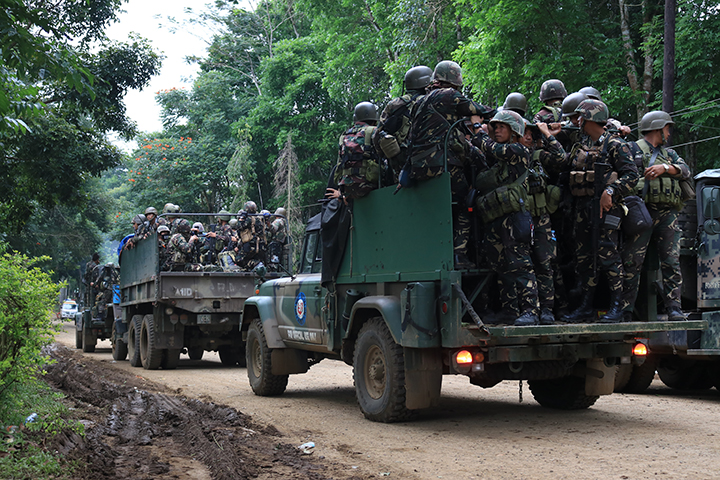
マラウィでの戦闘に参加するフィリピン兵の輸送

2017年6月4日、停戦合意がフィリピン政府とマラウィ中心部に残るISIL戦闘員の間で結ばれた。この停戦はドゥテルテから市内に囚われている民間人が脱出できるように和解交渉への協力を求められたMILFによって促進された。停戦は午前8時に始まり、4時間継続する予定だった。しかしながら、市内のフィリピン軍部隊は停戦条件を受諾するのを拒否し、ISILが支配しているエリアの端にいる個人の脱出のみ許可した。市内での戦闘は午前9時に再開した。軍は179人の民間人が脱出できたとする一方、大統領報道官は134人が脱出したと主張した。約2000人の民間人がまだ市内に囚われている。兵士2人が負傷した。
当局は市民の犠牲者の合計は20人から38人に上昇し、全てが過激派によって殺害されたと主張する一方、地元住民は空爆で数十人の民間人が死亡したと主張した。
6月6日
2017年6月6日、ダバオ市の警察はマウテグループリーダーの家長カヤモラ・マウテ(67歳)を逮捕した。彼はトリル地区のシラワンにあるタスクフォースのダバオ市の検問所で逮捕された。カヤモラは検問所で乗車していたバンが停止された時特定を避けるために外科用マスクを着用していた
。
6月9日

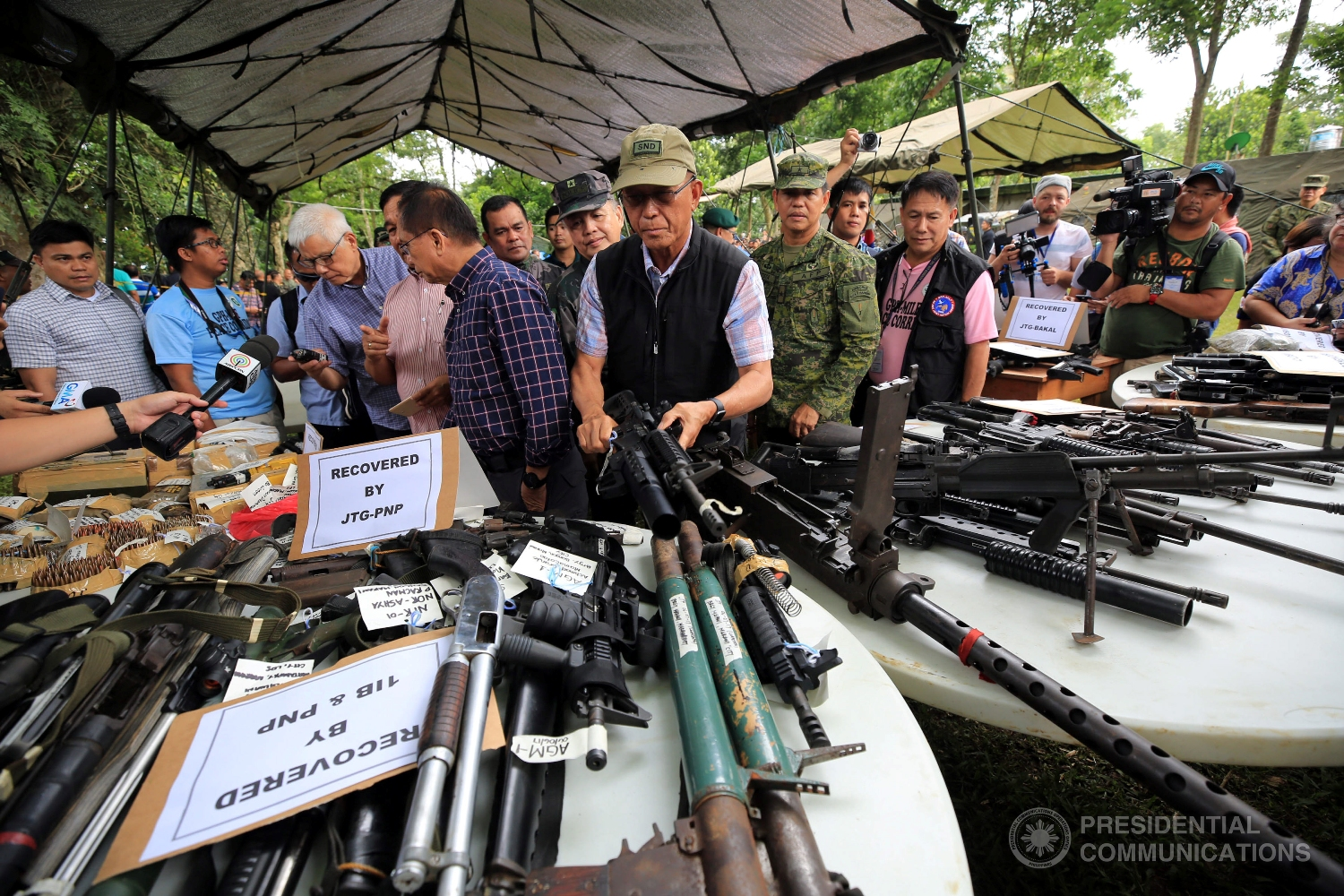
政府軍が過激派から回収した武器を検査する政府閣僚のメンバー

2017年6月9日、警察は情報を掴み、マウテグループのリーダーの母親オミンタ・ロマト・マウテを逮捕した。オミンタはファーハラとしても知られており、南ラナオ州のマシウの街で負傷した家族2人と7人の身元不明の女性と共に逮捕された。同日にマラウィでの掃討作戦中にフィリピン海兵隊13人が死亡し、40人が負傷したと報じられた。米国の特殊部隊が顧問として市に配備された。

#### 6月11日～17日
6月11日
2017年6月11日、フィリピン軍はマラウィの継続中の掃討作戦でこれまでにマウテ・グループのテロリスト191人を殺害したと発表した。
6月12日 (フィリピン独立記念日)
2017年6月12日はフィリピン独立記念日であり、フィリピン陸軍は今日の時点でマラウィの包囲が終了することを望んでいた。フィリピン政府はマラウィ市庁舎、南ラナオ州議会議事堂、ラナオキャンプ、ミンダナオ州立大学、アマイ・パクパク病院のような場所や市の一部の道路にフィリピンの象徴の旗を掲げた。フィリピン軍、戦車、レスキューバンとトラック、警察車両、パトカー、軍事車両及び重戦車も フィリピンの軍隊、タンク、救助隊、トラック、警察の車、巡視車、陸軍基地、ヘビータンカーなどもフィリピン旗を掲げており、走行に使う道路がフィリピン領土の一部だということを象徴付けた。しかしながら、戦闘は継続している。
6月16日
フィリピン陸軍は「正常化作戦」を開始し、マラウイの状況を正常に復帰させるために地方自治体の部隊と協力し始めたと発表した。過激派との衝突が続いている
。フィリピン軍は2017年6月16日時点でマラウィの90%を確保していると述べた。

#### 6月18日～24日
6月19日
フィリピン軍はマウテ・グループの隠れ家を襲撃し、シャブ(メタンフェタミン塩酸塩)のバッグと関連する麻薬道具を没収した。第49歩兵大隊のEric Estrevillo大尉は記者会見でマウテ・グループのメンバーは長期間の戦闘に耐えるためにシャブを使用していると述べ、戦闘中に「ハイ」になっているように見えると述べた。
6月23日
フィリピン政府はマラウィのフィリピン陸軍を支援するために2機の「AP-3C オライオン」哨戒機を送るオーストラリアの提案を受け入れた。
6月24日
一部のニュースサイトによれば、西ミンダナオ・コマンド司令官のCarlito Galvez中将の話としてアブ・サヤフのリーダーでISILフィリピンの指導者のイスニロン・ハピロンはマラウィから退却したという。しかしながらフィリピン軍によれば、イスニロンの市内からの逃走は未だ確認されていない。
フィリピン軍はイド・アル＝フィトルの遵守のために6月25日の午前6時から有効になる8時間の停戦を宣言したが、政府軍や民間人に対し過激派が発砲すれば停戦が解除されると主張した。

#### 6月25日～30日
6月25日(イド・アル＝フィトルの開始)
午前6時50分、州議会議事堂で行われたイド・アル＝フィトルの祝典の議会祈祷の中で銃声とみられる音が聞こえた。政府の一方的な停戦が宣言されてから数分後に起きた。マラウィの出入口地点は政府軍によって守られ続けており、マウテ・グループの増援の流入防止と民間人が脱出するのを手伝う。
民間人のボランティアとモロ・イスラム解放主義のメンバーは、戦闘地域に閉じ込められた一般市民を取り戻すために停戦を利用した。ISIL関連のスナイパーは一部の政府保有地で発砲したが、停戦中の衝突のいずれも政府は重大なものとはみなさなかった。一方的停戦が終わったとき、政府軍と武装組織の間の本格的な敵対関係が続いた。
6月30日
オーストラリアから委託された2機の偵察機がマラウィでの任務を開始した。フィリピン人のパイロットと技術者が航空機を操縦している。オーストラリアの航空機を含む任務は2週間行われる予定である。

### 7月

#### 7月3日
デルフィン・ロレンザナ国防長官は上級ISISリーダーのイスニロン・ハピロンはマラウィのモスクの一つに隠れていると考えられると述べた。

#### 7月4日
アーネスト・アベラ大統領報道官はマウテがマラウィから推定5億フィリピン・ペソ(約10億6000万円)相当の金を略奪したという報告を認めた。過激派が狙撃拠点として使用していたダンサラン大学は政府軍によって奪還され、掃討作戦が始まって以降410丁もの火器が回収された。

#### 7月12日
FA-50PHゴールデンイーグル戦闘機が250メートルの距離から誤爆した結果、味方の兵士2人を殺害し、11人を負傷させた。全てのFA-50は調査中は地上待機となった一方、フィリピン空軍の他の航空機はマラウィでの任務に参加した
。

#### 7月13日
7月13日の午後7時時点で、フィリピン軍は394人のテロリストを殺害し、498丁の火器を回収した。しかし政府側の死者は93人に上り、テロリストは45人の民間人を殺害した。軍は戦争で荒廃したマラウィから1723人の救出に成功したが、未だに戦闘により出られなくなったかテロリストによって人質に取られている300人の民間人が存在する。

#### 7月15日
Resituto Padilla准将によれば、戦闘が終結に近づいていても軍は未だに治安情勢を評価していると述べた。また、彼はロドリゴ・ドゥテルテ大統領の一般教書演説の前後においても作戦は継続しているだろうと述べた。
彼はまた、大統領が決めた10-15日の期限を達成するためにフィリピン軍が最善を尽くしていると指摘した。

#### 7月18日
国内通信社はロドリゴ・ドゥテルテ大統領が年末の12月31日まで戒厳令の延長を検討していると報じた。大統領は戒厳令は戦闘終了後のマラウィの再建を早めるために必要だと主張した。
「私は、2017年5月23日に宣言第216号(戒厳令)を出すよう促されたミンダナオの既存の反乱が、(戒厳令の期限の)2017年7月22日までに完全に鎮圧されることはないという結論に至った」とドゥテルテは手紙で述べ、広報担当者のアーネスト・アベラが彼の手紙の一部を大声で朗読した。「このような理由から、公共の安全が必要とされるので、ミンダナオの全体への戒厳令を2017年12月31日あるいは議会が定める期間までの延長とヘイビアス・コーパス(人身保護令状)特権の一時停止を議会に求める」と彼は付け加えた。

#### 7月19日
ロドリゴ・ドゥテルテ大統領は、マラウイの危機が「新しく進化する都市戦」を生み出し、ミンダナオの戒厳令はこの脅威と戦うことを意図していると語った。
今日発表された議会宛の手紙の全文でドゥテルテは、この種の戦闘は、「反政府勢力の民間人の生命を全面的に無視、戦闘員と非戦闘員に対しての残虐行為、広範な略奪、占領したコミュニティの略奪などによって特徴づけられる」と述べた。
同大統領は、このような特別な戦闘は「かなりの数の犠牲者」をもたらし、銃撃戦で政府軍隊の進攻や掃討作戦を妨げると付け加えた
。

#### 7月22日
フィリピンの上下両院の間での合同特別議会を通じて261-18(棄権はなし) の賛成多数で大統領のミンダナオ地方全体への戒厳令の延長の要請を承認した。この延長は2017年12月31日まで有効である。

### 8月

#### 8月18日
タスクフォース・マラウィは主要戦闘地域1平方キロメートルは今や800×600平方メートルまで縮小し、約400の未確認の建物が残されているのみと述べた。

#### 8月19日
マウテの過激派の残りの人員が市のグランドモスク内部に潜伏していると考えられており、報道によればマウテはモスク内に民間人40人を未だに人質にしているとされた。

#### 8月22日
政府軍は過激派からマラウィ市警察署を奪還した。警察署は戦闘の初期にISIL関連組織によって制圧されており、フィリピン軍によって「戦略的な場所」と考えられていた。

#### 8月24日
政府軍はISILの関連過激派組織が人質と共に潜伏されているとされていたグランドモスクを奪還した。しかしながら、軍が施設内部に入った時過激派や人質の姿はなかった。

### 9月

#### 9月16日
フィリピン国軍合同部隊は、マラウィ市最大のバド・モスクを制圧し、117日間にわたって武装勢力の人質になっていたマラウィ大聖堂の神父ソガヌブの救出に成功したと発表。

### 10月

#### 10月16日
デルフィン・ロレンザーナ国防大臣はミンダナオ島にある南ラナオ州マラウイにて「アブ・サヤフ」のリーダーイスニロン・ハピロンと「マウテ・グループ」のリーダーオマル・マウテとアブドゥラ・マウテが死亡したことを明らかにした。

#### 10月17日
ロドリゴ・ドゥテルテ大統領がマラウィ市を過激派組織ISIL系武装勢力から解放したと宣言した。ただ軍の報道官は、戦闘は完全には終わっておらず、武装勢力の20─30人が戦闘を続けていると明らかにした。その上で、残っている武装勢力は「敗残者」で、脅威ではないとの考えを示した。

#### 10月23日
フィリピンのロレンザーナ国防相が、同国北部のクラーク経済特区で記者団に対し、マラウィ市の一部を占拠したISIL支持勢力の掃討作戦について、「終了を宣言する」と述べ、作戦が完了したことを明らかにした。また、マウテ・グループを壊滅させ、人質を全員救出したと述べた。

## 死傷者
死傷者数は以下の通り報告されている:
- 過激派974人が死亡[16][17][135](13人は外国人)[136][137]
- 過激派11人が拘束[18][19]

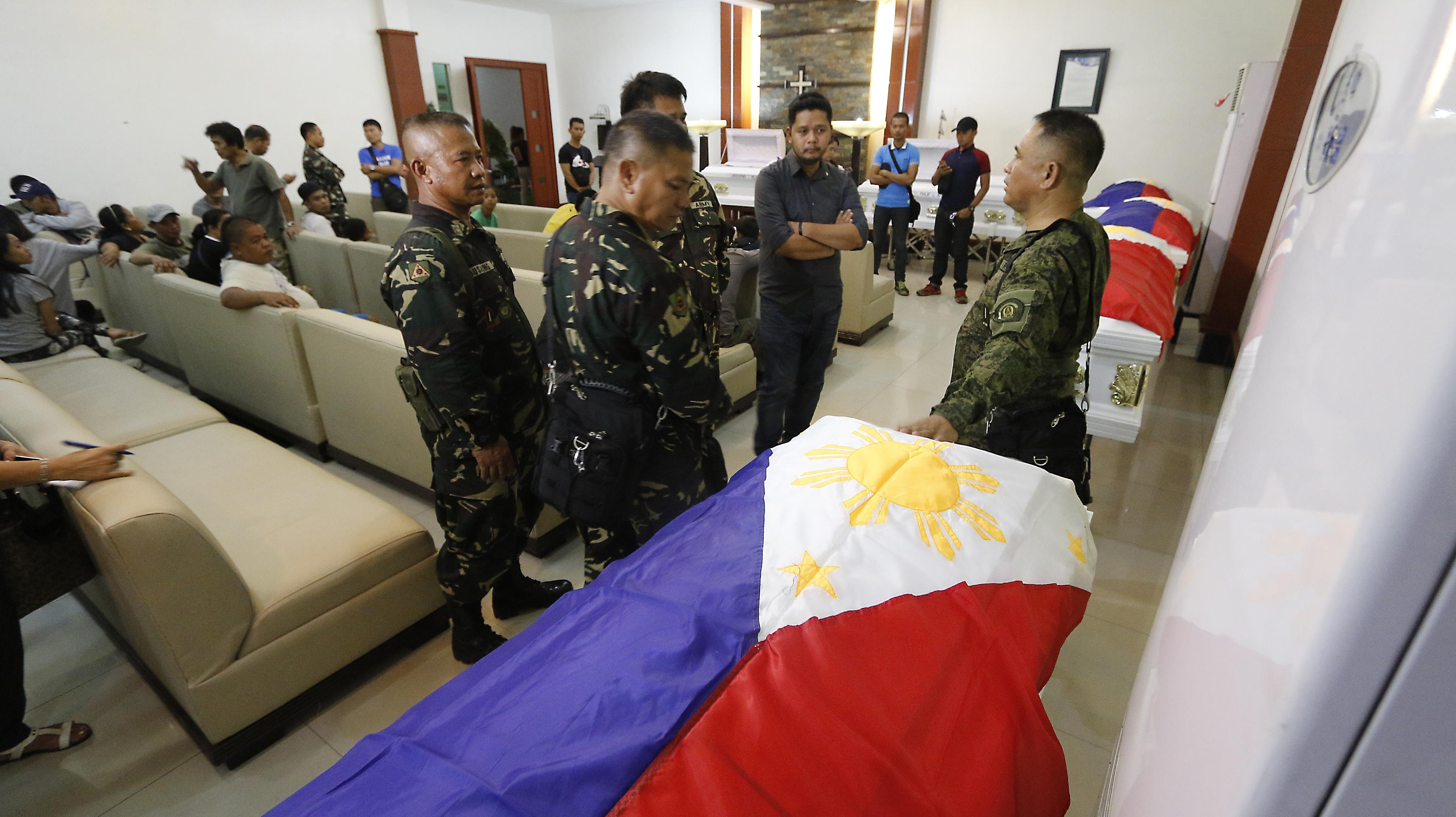
紛争で死亡した兵士の通夜

- 政府軍兵士165人が死亡 (12人は同士撃ちで死亡)[138]
- 政府軍兵士1人が行方不明[16]
- 政府軍兵士1400人が負傷[15]
- 民間人87人が死亡(40人は病気が原因)[14][20]

2017年5月24日の前日の戒厳令の発令の根拠の一つとしてドゥテルテのスピーチで斬首されたと言及されていたマラバングの警察署長ロメオ・エンリケスは 後に生存していることが判明した。殺害された警察官は後にマラバングの元警察署長・南ラナオ州警察の麻薬取締ユニットのメンバーでイスラム教徒ミンダナオ自治地域のフィリピン国家警察のシニア監察官のフレディー・ソラーと特定された。
死傷者と共に、マラウィの大半は第二次世界大戦以来フィリピンで最も激しい市街戦として表現された戦闘で荒廃した。
病気が原因で死亡した避難民
6月16日のフィリピン保健省の報告によれば、避難センターの外に滞在していた少なくとも40人の避難民が脱水症状で死亡した一方、混雑した避難所に住んでいるために病気に罹った結果、19人が命を失ったとされた。この報告は後に保健長官によって脱水症状で死んだのは40人ではなく4人と訂正されている。

## 影響

### 市の復興
復興と修復の1年が国によって2018年に正式に制定され、文化保護主義者たちはマラナオ固有の美学が開発の流れの中で失われないように、マラナオの建築様式とデザインをすべての復元、復興、修復に使用すべきであると指摘するようになった。2018年1月30日には軍事キャンプが市内に設置されることが発表され、そこでは旧市庁舎は軍人用の二階建ての建物に「置き換わる」ことになり、マラウィの古い遺産構造物が復元されずに取り壊される可能性があるとして、保存主義者達を心配させている。
「タスクフォース・バンゴン・マラウィ」によると、復興には750億ペソ（14億ドル）の費用がかかり、2021年に完了する予定である。
市郊外の移転先には多くの避難民が残っている。

## 反応

### 国内

#### 政府

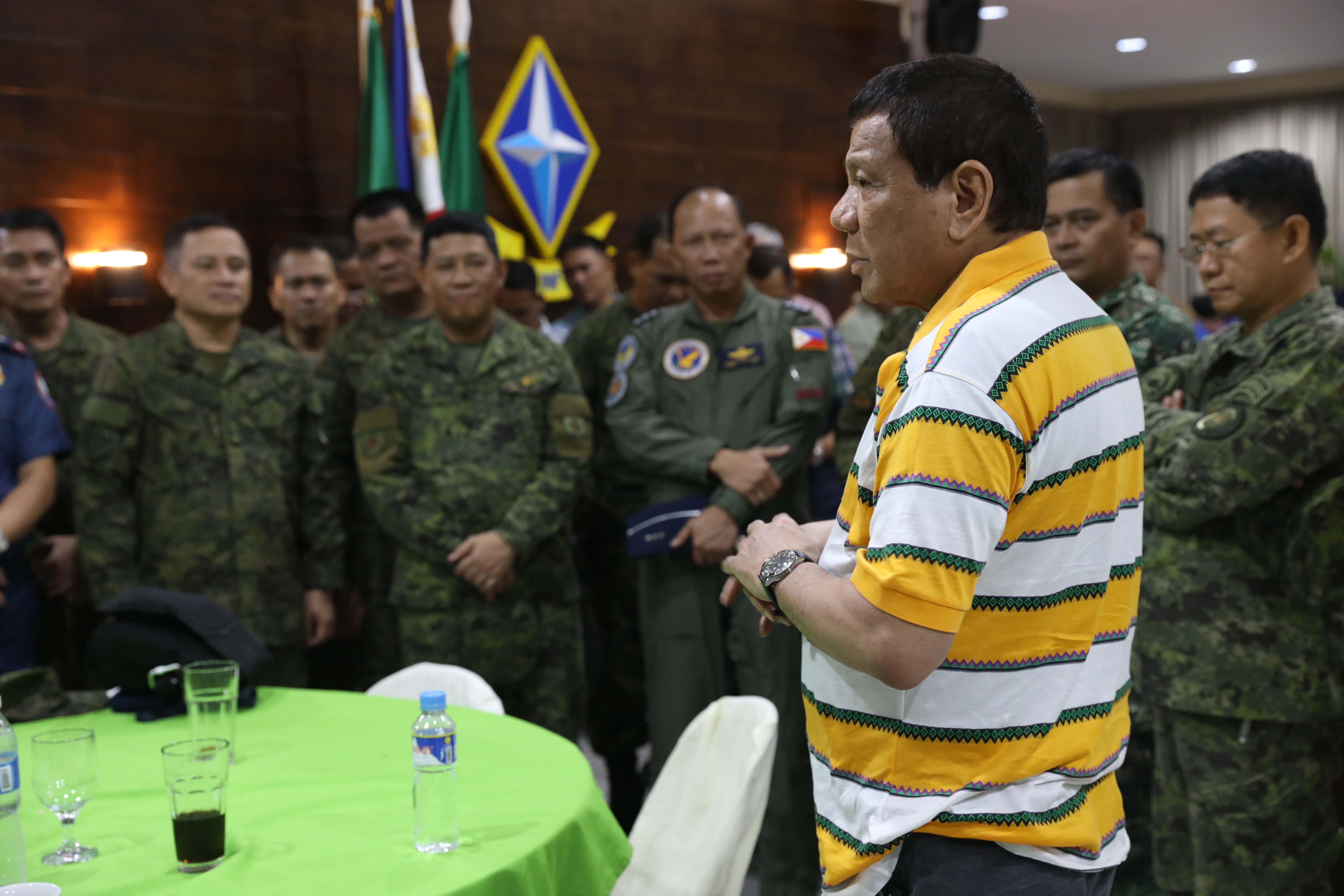
紛争に関して第4軍団本部第6部の第4歩兵部隊にブリーフィングを行うドゥテルテ

武力衝突開始後にドゥテルテは2017年5月23日の夜10時(UTC+8)にミンダナオ島に戒厳令を発令した。1987年の憲法では戒厳令は当初は60日間続くとされている。ドゥテルテはまたロシアへの外交訪問を短縮することを決定した。
レニー・ロブレド副大統領は寄付と 犠牲者への直接支援任務を始めた。
2017年5月28日日曜日にマニラ首都圏にいくつかの検問所が設置された。
教育省はマラウィから避難した教師と生徒を援助するためのプログラム「Brigada for Marawi」 (直訳: Brigade for Marawi Brigade for Marawi)を開始した。プログラムの一部として、同省は一般市民からの寄付を要請し、避難した教師と生徒を追跡し、影響を受けた教師に心理的援助を与えた 社会福祉省は避難した各家族に1000フィリピン・ペソ(約2132円)の一時的な援助を提供することを約束した。イスラム教徒の家族がまだラマダンを遵守できるようにするためのものである。
紛争が沈静化した後のマラウィの復興を促進する省庁間のタスクフォース「タスクフォース・バンゴン・マラウィ」が2017年6月28日に立ち上げられた。
政府は2017年7月にフィリピンオリンピック委員会に対して2019年の東南アジア競技大会の運営費用の資金サポートの撤回を決定した。大会運営用の資金はマラウィの復興に回されることになった。

##### 地元自治体
イスラム教徒ミンダナオ自治地域の自治政府は3500万ペソ(約7463万円)をマラウィの避難民への援助として配分している。地域保健局も避難民のための運営センターを設置した。コンポステラ・バレー州やダバオ市などのミンダナオの他の地元政府も援助物資を供給した。

#### 機関
マカティ大学はマラウィからの避難民と紛争で戦っている兵士の子供の奨学金プログラムの受け入れ始めた。

#### 宗教セクターとコミュニティのリーダー

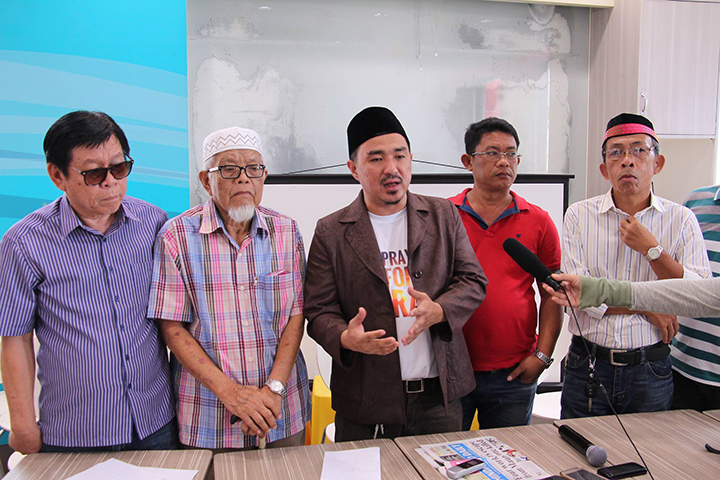
ラナオ・サルタンスはドゥテルテにマラウィの戦闘の早急な解決を急かす公開状を作成した

「フィリピンカトリック司教会議」のソクラテス・ヴィレガス議長はマウテの過激派がマラウィの聖職者と一部の教区民を人質にとった後の5月24日の水曜日に祈りを求めた。ヴィレガス議長はまた法の執行を支持する一方、政府軍に「人質の安全を最優先にするよう」求めた。
「イスラムと民主主義のフィリピンセンター」は過激派グループの行動はイスラム教の教えに反すると述べ非難した。イスラム教徒のグループはこの事件はイスラム教徒がラマダンの準備をしていた時に発生したとし、それが過激派の行動をより悪辣なものとしていると指摘した。マラウィの22人のサルタンとイマームはドゥテルテにラマダンの終了前に危機を解決するよう急かし、過激派に対し、包囲された都市を離れないと述べ、イスラムは価値・人道を尊重すると主張した。
ムフティーのSheik Abehuraira Abdulrahman Udasanはバンサモロ地域に「暴力的な急進主義または過激主義の参入と拡散に反対する」ファトワを出した。政府を支援してきた過激派グループMILFはこの勅令を支持した。

#### ソーシャルメディア

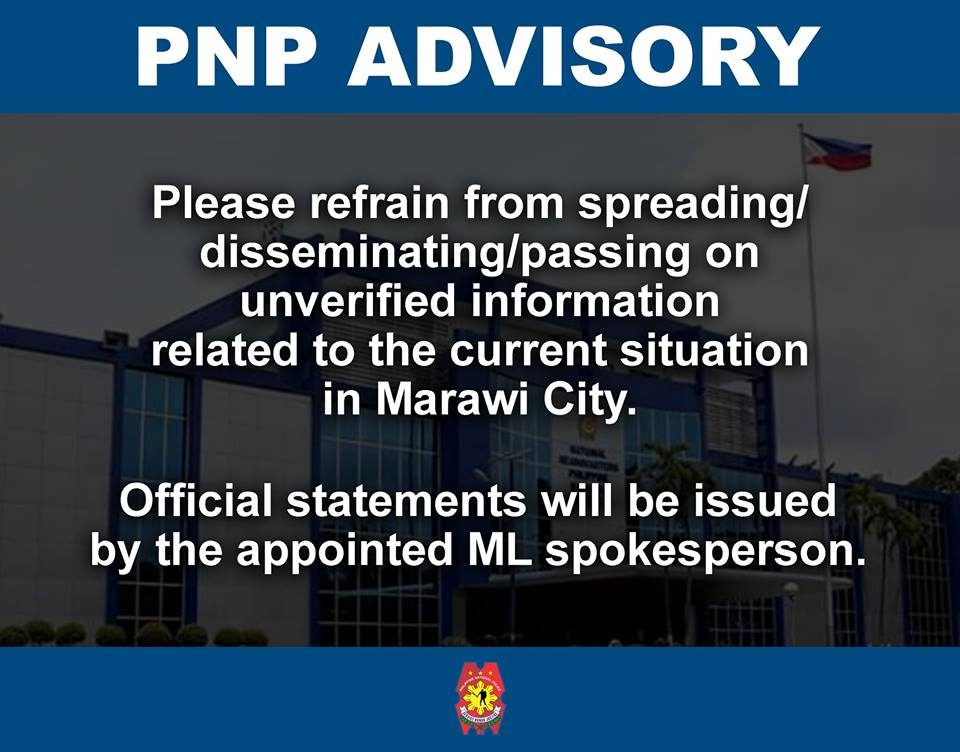
フィリピン国家警察はマラウィ危機に関連する情報の普及に関して一般市民に向けて勧告を出した

戒厳令の発令についてのソーシャルメディア上での反応は賛否両論だった。未確認の斬首や誘拐報道の中、フィリピン国家警察の広報担当者のディオナルド・カルロスは記者会見で国民にソーシャルメディアでマラウィ事件に関する投稿をする際は「知っている事、見た事」に限定するよう訴えた。多くのフィリピンのテレビパーソナリティがミンダナオでのマウテと政府軍の間で続く衝突について自身の意見を表明した。一部のフィリピンの有名人もまた政党連合の分断にもかかわらず団結を求めた。

### 国際
中国 ロシア 及びアメリカ合衆国 はフィリピン政府の安全保障努力への支持を表明し、ロシアのウラジーミル・プーチン大統領もまた衝突の犠牲者に対し哀悼の意を表明した。カナダもまたフィリピン政府の要請により人道援助を拡大すると述べた。
マレーシアは大統領が戒厳令を発令したすぐ後にフィリピンとの国境を厳しくし始めた 一方、イギリスは自国の市民に対しミンダナオ西部への旅行を避けるよう警告した。サウジアラビアはマニラにある同国の大使館を通じて市民に対しフィリピンの公共の場所を避けるようアドバイスした。
マレーシア、フィリピン及びインドネシアはISILの過激派グループからの脅威に対処するためミンダナオ地方の沿岸の共同パトロールを開始する。三カ国に隣接する海域での共同海上パトロールは2017年6月19日に開始予定である。
その間、インドネシア軍もまた過激派グループがインドネシアに侵入するのを防ぐために更なる軍事基地をフィリピンとの国境近くの離島に建設する。

#### 援助

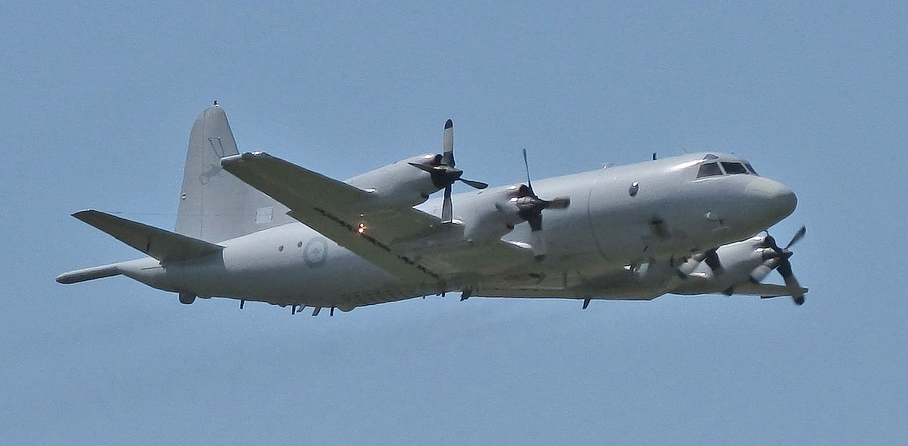
オーストラリアは監視支援としてAP-3C オライオン航空機をフィリピン南部に送った。フィリピン人のパイロットとクルーとして技術者が搭乗したこの航空機は6月30日にマラウィ上空での飛行を開始した

オーストラリアは6月23日、フィリピン南部の飛行に2機のRAAF AP-3Cオライオン海上哨戒機を送って、フィリピン軍に監視支援を提供すると発表した。監視サポートに関する任務の詳細がフィリピンとオーストラリア軍の間で完成した後、マラウィにAP-3C オライオンが早急に配備されることになった。
中国は5000万人民元(約8億2000万円)相当の武器(ライフル(スナイパーライフル、自動小銃、高精度ライフルの三種)約3000丁、弾薬600万発)を援助した。中国はまたマラウィ復興のために1500万ペソ(3100万円)の小切手を寄付した。
イスラエル 及び韓国 はフィリピン赤十字社にマラウィでの活動への寄付をした。欧州連合は紛争の影響を受けた人達のために85万ユーロ(約1億1000万円)相当の人道支援を寄付することを約束した。インドはマラウィの救済と再建に3200万ルピー(約5400万円)を寄付した。
トルコの協力調整機関は、仮設の学習スペースで勉強しているマラウイの避難児童を養うための支援を約束している
。
シンガポールは人道支援物資の運搬に空軍のC-130の提供を提案し、同国はまたフィリピン陸軍が都市戦におけるAFPの訓練を支援するための監視と情報能力と市街戦への訓練の強化を支援するためにシンガポール軍が操作するUAVを送る提案をした。ロレンザナ国防長官はこの提案を受け入れ、フィリピン陸軍にシンガポール軍のISRプログラムを研究するよう命じた。
タイ王国は人道支援・災害救助プログラム(HADR)の下での人道支援任務のため(戦闘任務には対象外)にマラウィへの軍隊の配備を提案した
アジア開発銀行と世界銀行はマラウィの再建に関して技術的な援助を提供する意向を表明した。
7月6日、マレーシア軍はマラウィの市民への人道支援物資を届ける意向を表明した。7月21日までにマレーシア空軍のエアバス A400Mを通じて年内避難民のために食料と医薬品が送られている。7月25日、状況が悪化していくにつれてより多くの人道支援物資を送ることを約束した。

## 指揮系統
| マラウィの戦いでの組織 | マラウィの戦いでの組織                                                                          |
| フィリピン政府と同盟軍 | ISIL関連組織                                                                                    |
| --- | ----------------------------------------------------------------------------------------------- |
| 政府軍 | マウテ・グループ · アブ・サヤフ · バンサモロ・イスラム自由戦士 · アンサル・カリファ・フィリピン |
| 国防省 | マウテ・グループ · アブ・サヤフ · バンサモロ・イスラム自由戦士 · アンサル・カリファ・フィリピン |
| フィリピン軍 | マウテ・グループ · アブ・サヤフ · バンサモロ・イスラム自由戦士 · アンサル・カリファ・フィリピン |
| フィリピン陸軍 - 第1歩兵師団 フィリピン海軍 - 海軍特殊作戦グループ - 海軍東部ミンダナオ隊 フィリピン空軍 - 第710特殊作戦航空団 - 第15攻撃航空団 - 第5戦闘航空群 - 第7戦術戦闘飛行隊 西部ミンダナオコマンド フィリピン海兵隊 - 第1海兵旅団 - 第7海兵上陸大隊 - 海兵前哨狙撃兵隊 (MSS) - 武装偵察大隊 フィリピン沿岸警備隊 | マウテ・グループ · アブ・サヤフ · バンサモロ・イスラム自由戦士 · アンサル・カリファ・フィリピン |
| フィリピン国家警察 | マウテ・グループ · アブ・サヤフ · バンサモロ・イスラム自由戦士 · アンサル・カリファ・フィリピン |
| - 特別行動部隊 - 海洋グループ | マウテ・グループ · アブ・サヤフ · バンサモロ・イスラム自由戦士 · アンサル・カリファ・フィリピン |
| 支援組織(非国家) | マウテ・グループ · アブ・サヤフ · バンサモロ・イスラム自由戦士 · アンサル・カリファ・フィリピン |
| 限定的支援 · モロ民族解放戦線 · (against Maute militants seeking refuge in MNLF controlled areas in Lanao del Sur) · 人道支援 · モロ・イスラム解放戦線 | マウテ・グループ · アブ・サヤフ · バンサモロ・イスラム自由戦士 · アンサル・カリファ・フィリピン |
| 外国支援 | マウテ・グループ · アブ・サヤフ · バンサモロ・イスラム自由戦士 · アンサル・カリファ・フィリピン |
| 情報支援 - アメリカ - オーストラリア 武器援助 - 中国 | マウテ・グループ · アブ・サヤフ · バンサモロ・イスラム自由戦士 · アンサル・カリファ・フィリピン |